# Charnett Moffett
Charnett Moffett (New York, 10 giugno 1967 – Stanford, 11 aprile 2022) è stato un musicista e compositore statunitense di jazz.

## Biografia
Suonava il basso elettrico e il contrabbasso. Era figlio del batterista Charles Moffett e fratello del batterista e
percussionista Codaryl "Cody" Moffett.

## Discografia
- 1987: Net Man (Blue Note)
- 1989: Beauty Within (Blue Note)
- 1991: Nettwork (Manhattan)
- 1993: Rhythm & Blood "Unity" (Teichiku)
- 1994: Planet Home (Evidence)
- 1996: Still Life (Evidence)
- 1998: Acoustic Trio (Teichiku)
- 2004: For the Love of Peace (Piadrum)
- 2006: Internet (Piadrum)
- 2009: The Art of Improvisation (Motéma Music)
- 2010: Treasure (Motema)
- 2013: Spirit of Sound (Motema)
- 2013: The Bridge (Motema)
- 2017: Music from Our Soul (Motema)
- 2019: Bright New Day (Motema)
- 2020: Round the World (Motema)